# ハーディー・ワインベルクの法則

世代を経ても対立遺伝子Aおよびaのそれぞれの頻度pおよびqは一定であり、遺伝子型の頻度も対立遺伝子の頻度によって一意に定まる。

ハーディー・ワインベルクの法則（ドイツ語: Hardy-Weinberg-Gesetz、英語: Hardy–Weinberg principle）は、集団遺伝学の基礎をなす遺伝の法則である。1908年、イギリスの数学者ゴッドフレイ・ハロルド・ハーディとドイツの医師ウィルヘルム・ワインベルクがそれぞれ独立に式を導いた。
ハーディー・ワインベルクの法則 ― 有性生殖を行う種において十分大きな個体群の遺伝子プールからランダムに配偶子を生成して次世代を構成するとき、対立遺伝子および遺伝子型の頻度は一定に保たれる（その個体群は進化しない）。
また、この法則を当てはめることができる個体群の状態をハーディー・ワインベルク平衡（独: Hardy-Weinberg-Gleichgewicht、英: Hardy–Weinberg equilibrium）という。平衡の成立条件は進化を生じさせる作用と密接に関連する。

## 平衡の導出

パネットの方形を用いた視覚的表現。辺長が遺伝子頻度、面積が遺伝子型頻度に対応する。

個体群内に対立遺伝子Aとaがあり、A遺伝子の遺伝子頻度（遺伝子プールに占める対立遺伝子の割合）を p、a遺伝子の遺伝子頻度を q とする（p＋q＝1）。この個体群が作る次世代の個体群の遺伝子型の分離比は AA：Aa：aa＝p2：2pq：q2 となる。遺伝子型がAAとなるのは、遺伝子プールから集めた2個の対立遺伝子が両方ともAだった場合で、そうなる確率は p×p＝p2 になる。遺伝子型がAaとなるのは、集めた2個の対立遺伝子がAとaそれぞれ1個ずつだった場合だが、この場合は、母親からAをもらってAaになる場合と、父親からAをもらってAaになる場合の2通りがあり、その結果分離比は 2pq になる。
この次世代集団のA遺伝子の遺伝子頻度を p'、a遺伝子の遺伝子頻度を q' とする。p' を算出するための分子を与える遺伝子プール内のA遺伝子の総数は、遺伝子型AAの個体が2個ずつ、Aaの個体が1個ずつのA遺伝子を持つので、p2×2＋2pq×1＝2p に個体数 N を乗じたものであり、分母である遺伝子プール内の遺伝子の総数は、各個体が2つずつ対立遺伝子を持つから 2Nである。したがって、次世代のA遺伝子の頻度は p'＝2pN/2N＝p となる（a遺伝子も同様の議論により q'＝q を得る）。
次世代集団で遺伝子頻度が不変であるから、ここから再び次の世代を構成しても遺伝子型頻度は不変であり、どちらの頻度も将来にわたって一定に保たれる。

## 法則が成立するための条件
ハーディー・ワインベルクの法則が現実の個体群で成立するためには、当該個体群が以下の条件を全て満たしている必要がある。
1. 自由交配（任意交配）である。(同類交配がない)
2. 個体群内の個体数は十分に大きい。理想的には無限大である。(遺伝的浮動がない)
3. 他の個体群との間で個体の流出・流入がない。(遺伝子流動がない)
4. 突然変異が起こらない。
5. （その遺伝子座については）遺伝子型や表現型の違いによる自然選択がない。

## 意義
集団遺伝学・生態学などの研究、種レベルでの分類学の研究で、集団内・集団間の遺伝子交流の様相を知ることは重要である。ハーディー・ワインベルクの法則の理解はそのために不可欠である。
上記のとおり、この法則が成り立つには様々な前提条件が成り立つ必要がある。そのような状況は現実にはほとんどありそうもないが、この理想状態から導き出される理論値と実測値を統計学的に比較することは、その個体群の遺伝的構造を理解する上で有効である。たとえば、ヘテロ接合体の頻度が理論値より有意に少ない場合、それは集団内にいくつかの互いに遺伝的に隔離された集団が存在していることを反映しているのかもしれない。このことはたとえば同胞種の発見につながる可能性もある。
歴史的な意義としては、ダーウィンの理論を補強した点があげられる。ダーウィンの自然選択説への批判に、「両親の特徴が混じり合って子に伝わる(混合説)ので集団中の形質は均質化してしまい有利な形質は残らない。」という意見があったが、メンデルの法則が支持する粒子説とハーディー・ワインベルクの法則を採用すれば、複数世代にわたって遺伝的多型が維持されうることを説明でき、つまり、自然選択の対象となる遺伝的変異が集団中に保たれることを意味している。(もちろん、ハーディー・ワインベルクの法則は自然選択がはたらかないという条件を要求している。自然選択の効果は常に一定ではないことに留意してほしい。)

## ハーディ・ワインベルク平衡検定
遺伝統計学の相関解析等では、 ハーディ・ワインベルク平衡（以下 HWE）の適合度検定は集団の階層化や近親交配、淘汰などの有無の確認に用いられる。この適合度検定はピアソンのカイ二乗テストで行うのが一般的で、観測された遺伝子型の頻度と、HWEが成立していると仮定した場合の遺伝子型頻度の期待値を用いて検定する。しかし、サンプルサイズが小さかったり、たくさんの対立遺伝子が存在している場合には遺伝子型の頻度が0やそれに近いもの多くなってしまい、カイ二乗分布があてはめられないケースもある。そのような場合にはフィッシャーの正確確率検定のような計算を行う必要がある。その場合には考慮すべき組み合わせが大量になる（表2が大きくなる）場合もあることから、最近ではMCMCを用いた手法も提案されている(Guo & Thompson, 1992; Wigginton et al. 2005)。

### ピアソンのχ2検定の例
以下のデータは エドモンド・ブリスコ・フォード (1971) の研究から出典した、Scarlet tiger moth集団中からサンプリングした表現型のデータである。  遺伝子型と表現型の食い違いは無視できるほど小さいとする。 帰無仮説 はこの集団はHWPに従っているというもので、対立仮説 はこの集団は ハーディー・ワインベルクの平衡の状態にないというものである。
| 遺伝子型 | 白い点 (AA) | 中間 (Aa) | 小さな点 (aa) | 計   |
| 個体数   | 1469        | 138       | 5             | 1612 |

ここから優性のアリルのアリル頻度pは以下のように計算できる:
{\displaystyle {\begin{aligned}p&={2\times \mathrm {obs} (AA)+\mathrm {obs} (Aa) \over 2\times (\mathrm {obs} (AA)+\mathrm {obs} (Aa)+\mathrm {obs} (aa))}\\\\&={1469\times 2+138 \over 2\times (1469+138+5)}\\\\&={3076 \over 3224}\\\\&=0.954\end{aligned}}}
一方劣性のアリル頻度qは、
{\displaystyle {\begin{aligned}q&=1-p\\&=1-0.954\\&=0.046\end{aligned}}}
ハーディー・ワインベルク平衡の場合の期待値は:
{\displaystyle {\begin{aligned}\mathrm {Exp} (AA)&=p^{2}n=0.954^{2}\times 1612=1467.4\\\mathrm {Exp} (Aa)&=2pqn=2\times 0.954\times 0.046\times 1612=141.2\\\mathrm {Exp} (aa)&=q^{2}n=0.046^{2}\times 1612=3.4\end{aligned}}}
ピアソンのカイ二乗検定を用いた場合:
{\displaystyle {\begin{aligned}\chi ^{2}&=\sum {(O-E)^{2} \over E}\\&={(1469-1467.4)^{2} \over 1467.4}+{(138-141.2)^{2} \over 141.2}+{(5-3.4)^{2} \over 3.4}\\&=0.001+0.073+0.756\\&=0.83\end{aligned}}}
自由度は1 (HWP検定の自由度は 遺伝子型数 − 対立遺伝子数)。  自由度1で危険率5%となるのはχ2値が3.84のときであるので、この χ2 値はそれ以下であることから HWPに従っているという帰無仮説は棄却されない。

### フィッシャーの正確確率検定の例
フィッシャーの正確確率検定をハーディ・ワインベルク平衡検定に用いることもできる。これはアリル頻度pとqが与えられたとき、
そのヘテロ接合体数が観測される確率はいくらかという条件付き確率の問題と見なすことができるためである。
もし観察されたヘテロ接合体の数が期待値より顕著に多かったり、少なかったりした場合には条件付き確率は小さくなりHWPの仮説は棄却される。
Emigh (1980)は与えられたアリル頻度において、あるヘテロ接合体数を与える確率は以下の式で表されるとした。
{\displaystyle \mathrm {prob} [n_{12}|n_{1}]={\frac {{n} \choose {n_{11},n_{12},n_{22}}}{{2n} \choose {n_{1}}}}2^{n_{12}},}
ここで n11, n12、 n22 はそれぞれ AA、 Aa、 及び aaという３つの観測された遺伝子型を示しており、 n1 は A のアリル数を示しており、これらの関係は
{\displaystyle n_{1}=2n_{11}+n_{12}}と表される。 
例:
以下ではEmigh (1980)の例を
用いて説明する。ここで n = 100、 p = 0.34と仮定する。 表2はありうるヘテロ接合体数とそれらの有意性の一覧である。
| ヘテロ接合体数 | 有意性 |
| -------------- | ------ |
| 0              | 0.000  |
| 2              | 0.000  |
| 4              | 0.000  |
| 6              | 0.000  |
| 8              | 0.000  |
| 10             | 0.000  |
| 12             | 0.000  |
| 14             | 0.000  |
| 16             | 0.000  |
| 18             | 0.001  |
| 20             | 0.007  |
| 22             | 0.034  |
| 34             | 0.067  |
| 24             | 0.151  |
| 32             | 0.291  |
| 26             | 0.474  |
| 30             | 0.730  |
| 28             | 1.000  |

この表を使うと観測されたヘテロ接合体数から有意性のレベルを得ることができる。
例えば観測されたヘテロ接合体数が20サンプルであるとき、検定の有意性は0.007である。
小さいサンプルサイズでフィッシャーの正確確率検定を行ったときと同様、ここでの有意性は離散的になっている。この検定を行う際にはnやpは検定ごとに異なるので、このような表を毎回作成することになる。

## 進化との関係
個体群内の遺伝子頻度が変化することは、進化の定義の一つである。ハーディー・ワインベルクの法則は、進化がない個体群について述べていることになる。条件1の「自由交配である」は、人間が交配に関与する園芸品種や家畜においては成立しない。条件4の「突然変異が起こらない」については、分子遺伝学の研究の進展により突然変異率が求められており、十分に長い期間があれば突然変異は必ず発生することがわかっている。条件5の「自然選択がない」については、遺伝子型の違いが自然選択を招く例が多数知られている。これらは、上記条件が成り立たない長期的な視点においてはハーディー・ワインベルクの法則は成立しない（すなわち進化が起こる）が、短期間の視点においては法則は成立する。逆に言えば、進化の研究はどのようにハーディ・ワインベルクの法則が破られているかの研究であると言うことができる。

### 文献
- Emigh, Ted H. (1980). “A Comparison of Tests for Hardy–Weinberg Equilibrium”. Biometrics 4:  627–642. doi:10.2307/2556115.
- Urry, Lisa A.、Cain, Michael L.、Wasserman, Steven A.、Minorsky, Peter V.、Reece, Jane B. 著、池内昌彦・伊藤元己・箸本春樹・道上達男 監訳、池内昌彦・石浦章一・伊藤元己・上島励・大杉美穂・太田邦史・久保田康裕・嶋田正和・坪井貴司・中島春紫・中山剛・箸本春樹・兵藤晋・増田建・道上達男・吉田丈人・吉野正巳・和田洋  訳『キャンベル生物学』（原書11版）丸善出版、2018年3月20日。ISBN 978-0-134-09341-3。 NCID BB25829495。
- 米本, 昌平、松原, 洋子、橳島, 次郎、市野川, 容孝『優生学と人間社会—生命科学の世紀はどこへ向かうのか』講談社〈講談社現代新書〉、2000年。